# Soricomys
Soricomys (Balete, Rickart, Heaney, Alviola, M.V. Duya, M.R.M.Duya, Sosa & Jansa, 2012) è un genere di roditori della famiglia dei Muridi.

## Descrizione

### Dimensioni
Al genere Soricomys appartengono roditori di piccole dimensioni, con lunghezza della testa e del corpo tra 91 e 115 mm, la lunghezza della coda tra 82 e 101 mm e un peso fino a 36 g.

### Caratteristiche craniche e dentarie
Il cranio presenta ossa nasali che raggiungono il margine anteriore delle ossa pre-mascellari. I fori incisivi sono corti e larghi, le placche zigomatiche hanno il margine dritto. Gli incisivi superiori sono ortodonti, ovvero con le punte rivolte verso il basso.
Sono caratterizzati dalla seguente formula dentaria:

### Aspetto
La pelliccia è lunga e folta, più scura e lunga dorsalmente. Il muso è lungo ed affusolato, mentre le orecchie sono piccole e rotonde. Gli occhi sono piccoli. Le zampe posteriori sono lunghe e sottili, adattamento ad una vita terricola. Sono presenti 5 cuscinetti sul palmo delle mani e 6 sulla pianta dei piedi. La coda è circa uguale come la testa ed il corpo. Le femmine hanno due paia di mammelle inguinali.

## Distribuzione
Il genere è diffuso sull'isola di Luzon.

## Tassonomia
Il genere comprende 4 specie.
- Soricomys kalinga
- Soricomys leonardocoi
- Soricomys montanus
- Soricomys musseri